# Pontiac Montana
Le Pontiac Montana est un monospace produit par Pontiac de 1996 à 2009. La première version est une Chevrolet Venture rebadgé. La seconde mouture est une Chevrolet Uplander et reprend la plate-forme du précédent opus, puisque eux deux reposent sur le même châssis de General Motors.
À la suite de la disparition de la marque Pontiac en 2010, le Montana a droit alors à trois remplaçants jumeaux : le Chevrolet Traverse, le Buick Enclave et le GMC Acadia.

## Première génération (1999-2005)
Assemblé à Doraville, en Géorgie, le Pontiac Trans Sport change de nom pour devenir Pontiac Montana en 1999. Le Montana était équipé d'un seul moteur, un V6 de 3,4 litres pouvant produire 186 chevaux. De plus, Pontiac a installé une transmission automatique à 4 rapports ainsi qu'un système de traction avant.  

## Seconde génération (2005-2009)
Le Pontiac Montana II, sorti en 2005, est commercialisé sous un nouveau nom, Montana SV6, et sous un nouveau design, plus proche du SUV. Les moteurs ont évidemment été modernisés et sont maintenant capables de produire une puissance totale de 200 ch. Le V6 de 3,5 litres n'est alimenté qu'à l'essence et fonctionne avec une boîte automatique à 4 rapports et un système de traction avant. Le Montana a arrêté sa production en 2006 aux États-Unis, mais il a continué à être exporté au Canada et au Mexique où il a enregistré des ventes assez élevées, étant l'un des monospaces les plus vendus sur ces marchés.